# Distrito de Yamgan
Yamgan es uno de los 29 distritos de la Provincia de Badajshán, Afganistán. Fue creado en 2005 con parte del distrito de Baharak y cuenta con una población de aproximadamente 20 000 personas.[cita requerida]

## Historia
Durante la guerra de Afganistán, la zona estuvo bajo influencia talibán de 2015 a 2019; en septiembre de ese año (2019), las Fuerzas de Seguridad Nacional Afganas declararon que tenían el control total sobre ella. A finales de marzo de 2020, el distrito fue capturado totalmente por los talibanes.